# Chevrolet Camaro (cinquième génération)
Cet article concerne Chevrolet Camaro de cinquième génération. Pour des informations générales sur la Camaro, voir Chevrolet Camaro.
Pour les articles homonymes, voir Chevrolet Camaro (homonymie).
La cinquième génération de la Chevrolet Camaro a été fabriquée par le constructeur automobile américain Chevrolet de 2010 à 2015. Il s'agit de la cinquième génération distincte de la muscle / pony car à être produite depuis son introduction originale en 1967. La production du modèle de cinquième génération a commencé le 16 mars 2009 après plusieurs années de pause depuis la fin de la production de la génération précédente en 2002 et a été mise en vente au public en avril 2009 pour l'année modèle 2010,.

## Développement
Au printemps 2005, le premier concept car de la cinquième génération de la Camaro était en développement. Plusieurs croquis de l'extérieur et de l'intérieur ont été dessinés pour ressembler à l'apparence de la voiture, ces croquis ont été montrés des mois plus tard au public. Une fois les croquis terminés, la Camaro été construite en tant que modèle en terre cuite, terminée à l'automne 2005 et présentée au public au début de 2006.
Après l'introduction publique des concept cars, Chevrolet a commencé à construire plusieurs mules d'essai camouflées de la Camaro qui ont été fabriquées par Holden pour un coût d'environ 250 000 $ chacune. Ces véhicules ont été utilisés pour des essais de collision, des essais de conduite et pour gérer des conditions météorologiques extrêmes comme au Canada, en Arizona et en Australie. En janvier 2008, Chevrolet a annoncé que les mules de test ne seraient pas camouflées et diverses images de la Camaro ont été publiées la même année, y compris des modèles de pré-production.

## Concept car de pré-production

### Chevrolet Camaro Concept (2006)
La Chevrolet Camaro Concept a été conçue par un designer né en Corée du Sud, Sangyup Lee,,,. La voiture était basée sur la plateforme GM Zeta développée par Holden. Elle était propulsée par un moteur V8 LS2 de 6,0 litres développant 400 ch (298 kW) avec une gestion active du carburant. Le moteur était couplé à une transmission manuelle T56 à 6 vitesses et la voiture était équipée de suspensions avant et arrière avec ressorts progressifs et amortisseurs à pression de gaz, freins à disque ventilés aux quatre roues avec rotors de 14 pouces, jantes en alliage coulé avant de 21 pouces et arrière de 22 pouces à cinq rayons et pneus avant 275 / 30R21 et arrière 305 / 30R22. L'empattement mesure 28,5 cm (110,5 po), soit 23 cm (9 po) de plus que sa prédécesseure, mais une longueur totale de 473 cm (186,2 po) et 18 cm (7 po) plus courte. Le concept a été inspiré par la Camaro de 1969.
Le concept de la Camaro a été dévoilé au Salon international de l'auto de l'Amérique du Nord 2006,,,.
Les éditeurs d'AutoWeek ont décerné à l'unanimité le concept de la Camaro "Best In Show".

### Camaro Convertible Concept de 2007
La Camaro Convertible Concept de 2007 a été annoncé le 6 janvier 2007 au Salon international de l'auto de l'Amérique du Nord 2007. Les premières spéculations sur l'existence de la voiture par de nombreuses publications automobiles,, se sont avérées vraies lorsqu'un embargo a été levé le 4 janvier 2007,.
En un coup d'œil, il semblerait que la seule différence entre les concepts du coupé et du cabriolet serait le toit et le travail de peinture Hugger Orange à trois couches de perle avec une paire de bandes course gris foncé, mais ce n'était pas le cas. Outre le toit convertible évident, il y a également eu de subtils changements à l'extérieur. Chaque surface a été changée sur la coupe arrière. Les ailes arrière sont passées d'une surface horizontale à une surface verticale et quelques pouces plus loin que sur le coupé pour maintenir des proportions visuelles. Le becquet arrière a également été remodelé. Les roues avant de 21 pouces (53 cm) et arrière de 22 pouces (56 cm) ont été repensées et une fine ligne orange a été appliquée sur le bord extérieur, un clin d'œil aux lignes rouges disponibles sur la Camaro de 1969. 
De nombreux changements intérieurs ont été intégrés au nouveau concept. Les sièges rétro à motif pied-de-poule du coupé ont été remplacés par du cuir moderne et des surpiqûres orange. Les finitions métalliques, les panneaux d'accentuation et les sièges étaient tous de couleurs différentes. Les sièges arrière étaient rapprochés de 15 cm (6 po) pour faire de la place pour la capote.  La clarté des jauges circulaires dans des cadres carrés a été améliorée en rendant les visages blancs avec des chiffres chromés noirs et une aiguille anodisée rouge. Le volant profond à trois rayons et le groupe de quatre jauges ont été repris du concept coupé. Les boucles de ceinture de sécurité chromées ont été conçues pour ressembler aux boucles de ceinture emblématiques des automobiles GM de la fin des années 1960. Cet intérieur retravaillé de la Camaro Convertible Concept était une représentation très proche de ce que l'on verrait dans la version de production du véhicule.

### Concept de la SEMA 2008
General Motors a présenté plusieurs variantes concept de la version de production de la Camaro le 3 novembre 2008 au salon SEMA 2008,.

#### Camaro Black
La Camaro Black Concept comprenait un capot noir mat, du verre teinté, des phares HID avec des "anneaux" rouge, une calandre plus foncée, des lentilles de feu arrière teintées et foncées et des roues de 21 po (533 mm) avec une finition plus foncée. L'intérieur présente également le même thème noir que l'extérieur. Elle était propulsée par le moteur V6 de 3,6 L de 304 ch (227 kW). 

#### Camaro LS7
Inspirée par les Camaro COPO de la fin des années 1960, la Camaro LS7 Concept a été construite à partir de la Camaro SS de 2010 avec le moteur LS3 remplacé par un moteur LS7 GM Performace Parts de 7,0 litres d'une puissance de 550 ch (410 kW). L'héritage de l'histoire des modèles de performances COPO se reflète dans l'inclusion d'un échappement et de collecteurs haute performance, d'un système d'admission d'air et d'un arbre à cames améliorés, tous développés par GM Performance Parts. Les autres modifications comprenaient une transmission manuelle à six vitesses Tremec, des freins Brembo, un levier de vitesses à courte portée Hurst, des roues personnalisées de 20 pouces et une hauteur de caisse réduite. L'extérieur de la voiture été fini en Victory Red avec des accents noir mat sur les badges "LS7", la fente de la calandre avant, le panneau des phares arrière et le capot. Le logo LS7 été répété en Victory Red sur le capot. L'intérieur avait une palette de couleurs assortie avec des garnitures rouges sur les panneaux de portes, le tableau de bord et les jauges. Le noir lustré a remplacé toutes les garnitures en argent qu'il y a dans les Camaro de production finale, comme sur le volant, le pommeau de levier de vitesses, les garnitures de ventilation et les groupes de la console centrale.

#### Camaro de Dale Earnhardt Jr.
Le concept de la Camaro de Dale Earnhardt Jr. a été produit avec la contribution du pilote de course de la NASCAR Dale Earnhardt Jr. La Camaro a commencé sa vie en version SS et a été réglée pour fonctionner avec du carburant E85 à indice d'octane plus élevé. Elle comportait un schéma de peinture gris et blanc avec des garnitures orange. Les caractéristiques supplémentaires comprenaient des roues à cinq rayons de 533 mm (21 pouces), un becquet en queue d'aronde, une calandre alternative et d'autres modifications d'accessoires officielles de GM. 

#### Chevrolet Camaro GS Racecar Concept de 2010
Le design de la Camaro GS Racecar Concept a été inspiré par la Camaro bleu et jaune de la série Trans Am de Mark Donohue. Elle comprend un capot, un couvercle de coffre, des portes et des ailes en fibre de carbone pour réduire le poids et est propulsé par un moteur V8 LS3 couplé à une transmission manuelle à six vitesses Tremec TR-6060. Des modifications supplémentaires pour la course comprenaient un échappement de 76 mm (3 pouces) avec des silencieux Coast Fab, un radiateur en aluminium C&R racing et des refroidisseurs pour l'huile moteur, la transmission et le différentiel. Elle a été conçue pour être utilisée dans la série KONI Challenge. 
Le concept car a été mis en vente par Mecum Auctions lors de la Monterey Car Week 2013,,.

## Année modèle 2010
Le 10 août 2006, le président et chef de la direction de GM, Rick Waggoner, a annoncé que la société allait construire une toute nouvelle version de la Chevrolet Camaro basée sur le concept primé qui a fait ses débuts au salon de l'auto de Détroit en janvier 2006. La nouvelle Camaro devait initialement commencer la production en 2008 et être mise en vente au premier trimestre de 2009 pour l'année modèle 2009,,, mais General Motors a déclaré en mars 2008 que la production serait retardée jusqu'à février 2009 avec la Camaro en vente au printemps 2009 pour l'année modèle 2010,.
Le directeur général de Chevrolet, Ed Peper, a déclaré que la nouvelle Camaro "plaira aux hommes et aux femmes, et unira les clients ayant de bons souvenirs des Camaro précédentes à ceux qui en feront l'expérience pour la première fois" lorsque le concept a été dévoilé en janvier 2006. Le post du 10 août 2006 de Bob Lutz sur le blog GM FastLane a remercié tous les membres de la blogosphère qui ont commenté et fait part de leurs commentaires sur la Camaro.
À la suite du développement de l'architecture Zeta et en raison de sa position en tant que centre mondial de GM pour le développement des modèles propulsion, GM Holden en Australie a dirigé la conception finale, l'ingénierie et le développement de la Camaro. Les plans originaux pour la voiture comprenaient le partage du châssis avec l'Impala, qui devait être basculé sur la plate-forme Zeta. Cependant, une loi sur l'énergie de 2007 modifiant radicalement l'économie de carburant moyenne de l'entreprise a forcé GM à saborder les plans de remplacement de la plate-forme W-Body de l'Impala. La nouvelle Camaro a été produite à l'usine de fabrication d'Oshawa Car Assembly au Canada. 2 750 emplois auraient été perdus à l'usine de fabrication d'Oshawa, dont la fermeture était initialement prévue en 2008; certains de ces emplois ont été sauvés grâce à la production de la nouvelle Camaro. Ce nouveau programme de produits et la conversion de l'usine d'Oshawa en une installation de fabrication flexible à la pointe de la technologie ont représenté un investissement de 740 000 000 $ US.

### Camaro (2009-2015)
La Camaro a été proposée en coupé dans cinq niveaux de finition différents; les LS, 1LT, 2LT, 1SS et 2SS. Les niveaux de finition LS et LT sont propulsés par le moteur V6 LLT de GM de 3 564 cm3 d'une puissance de 312 ch (233 kW) à 6 400 tr/min et d'un couple de 370 N m à 5 200 tr/min.
La SS à transmission manuelle est propulsée par le moteur V8 LS3 de GM de 6,2 L (6 162 cm3) de 426 ch (318 kW) à 5 900 tr/min et 569 N m de couple à 4 600 tr/min tandis que la SS à transmission automatique est propulsée par une nouvelle variante du LS3 appelée L99 de GM qui produit 400 ch (298 kW) à 5 900 tr/min et 556 N m de couple à 4 300 tr/min. Le moteur V8 L99, à ne pas confondre avec le L99 de la série LT précédente, utilise une gestion active du carburant qui permet au moteur de fonctionner uniquement sur quatre cylindres dans des conditions de conduite urbaine, telles que les voyages sur route, pour améliorer l'économie de carburant. 
Les autres caractéristiques comprennent un système de suspension à quatre roues entièrement indépendant, une direction assistée à débit variable, des freins à disque aux quatre roues et de série sur tous les modèles (étriers Brembo à quatre pistons sur les modèles SS), un système de contrôle électronique de la stabilité / traction StabiliTrak, modes Competitive / Sport pour le système de stabilité offert sur les modèles SS, le contrôle du lancement sur les modèles SS équipés de la transmission manuelle à six vitesses et 6 coussins gonflables standard qui comprennent des coussins gonflables latéraux rideaux pour la tête et des coussins gonflables latéraux pour le thorax montés sur le siège avant. Un ensemble de finition RS était disponible sur les versions LT et SS qui comprenait des phares HID avec des anneaux intégrés, un aileron arrière, des feux arrière et des roues spécifiques RS. Des ensembles de bandes rallye et hockey ont également été offerts en plusieurs couleurs.
La Camaro a été dévoilée au centre technique de Warren, suivie par le siège social de GM Holden à Melbourne, Yokohama Red Brick Park, et le Summer Sonic de 2010,.
Les modèles américains ont été mis en vente au premier trimestre de 2009.
Les modèles japonais comprenaient la LT et la SS et ont été mis en vente le 05/12/2009,.

### Transformers Special Edition
Le 22 juillet 2009, GM a annoncé une finition d'apparence Transformers Special Edition pour la Camaro de 2010 au Comic-Con 2009 de San Diego. La finition d'apparence de 995 $ US (code RPO: CTH) pouvait être appliqué aux versions LT et SS avec ou sans la finition RS optionnel et ne pouvait être appliqué qu'aux commandes effectuées dans le cadre du programme Rally Yellow. La finition comprenait un badge bouclier Autobot sur les ailes côté conducteur et passager sous la plaque signalétique Camaro, un bouclier Autobot sur chacun des capuchons centraux des quatre roues, un bouclier Autobot brodé sur la console centrale intérieure, le logo Transformers sur les plaques de seuil des portes conducteur et passager remplaçant les plaques originales étiquetées "Camaro" et des bandes centrales rallye noires ultra brillantes avec le logo fantôme Transformers intégré. Cela a ensuite fait ressembler la Camaro de 2010 à la Camaro Bumblebee du film de 2007, souvent appelée T1 Bumblebee. La production de la finition a cessé le 12 janvier 2010 avec environ 1 500 unités produites. 1 916 unités ont finalement été produites fin 2010.
Les dix modèles japonais de la finition ont été mis en vente en février 2010,.

### Concept de la SEMA 2009

#### Camaro de Jay Leno
Une Camaro personnalisée a été construite par GM pour le présentateur de télévision Jay Leno, et est propulsée par le V6 à injection directe de 3,6 L similaire à l'unité qui réside dans les modèles LS et LT standard, mais a une paire supplémentaire de turbocompresseurs Turbonetics T-3. Le moteur a une puissance de 425 ch (317 kW) à l'aide d'un refroidisseur intermédiaire air-air personnalisé qui alimente 7 livres de pression de suralimentation dans le moteur. La performance supplémentaire est ajoutée sans pratiquement aucune pénalité en économie de carburant. Outre les mises à niveau de puissance, le véhicule bénéficie également d'un embrayage Centerforce et d'une plaque de pression améliorés pour la transmission manuelle à six vitesses, d'un radiateur Be-Cool amélioré, d'un ensemble de freins Brembo à 6 pistons, d'un kit de descente à ressorts hélicoïdaux Pedders et d'un kit carrosserie qui comprend un nouveau diffuseur arrière ainsi qu'un carénage avant et un capot révisés avec des évents supplémentaires pour les freins et le moteur.

#### Camaro Synergy
La Camaro Synergy Concept était l'un des deux concepts qui présentaient des accessoires GM pouvant être appliqués à la Camaro, prévisualisant une nouvelle couleur extérieure de production, Synergy Green, qui présentait les derniers accessoires d'apparence de la Camaro offerts par les concessionnaires Chevrolet en 2009 et a démontré les possibilités de personnalisation qui étaient ouvertes aux propriétaires de Camaro. Le concept Synergy comprenait un capot rallye Cyber Grey et des bandes de coffre arrière, un nouveau kit d'effets au sol comprenant un nouveau diffuseur arrière, un aileron avant, un nouveau pare-chocs arrière avec système d'échappement intégré et des ailes arrière haute. Tous les accessoires qui figuraient sur le concept de la Camaro été finis dans la couleur de production extérieure Cyber Grey. Le concept car comprenait également des roues de 21 po (530 mm) avec une finition centrale noire et la jante polie. Le concept été encore amélioré avec un kit d'abaissement à ressorts hélicoïdaux Pedders et un ensemble de gros freins Brembo. L'intérieur est de couleur coordonnée avec des surpiqûres, des coduites, un kit de garniture intérieure et un éclairage ambiant Jet Black et Synergy Green qui longent les panneaux de porte et les compteurs de vitesse. La version de production du concept de la Camaro, la Synergy Special Edition, serait finalement disponible de février 2010 à mai 2010 en nombre limité.
Les modèles japonais ont été mis en vente de février 2010 à mai 2010.

#### Camaro Chroma
La Camaro Chroma Concept est basé sur un modèle LS3 SS / RS en Summit White et utilise une combinaison de composants accessoires qui présentaient les futurs accessoires GM pour la Camaro qui deviendraient disponibles au cours de l'année-modèle 2011. Le concept Chroma était la conception préliminaire de ce qui allait être plus tard connu sous le nom de "Synergy Series Camaro" qui ferait ses débuts au SEMA Show 2010. La finition d'accessoires comprenait un nouvel ensemble de bandes argentées, des roues de 530 mm (21 po) avec des centres de rayons peints en argent avec une bande Victory Red peinte le long du bord de la roue, un becquet arrière «Blade», un ensemble d'effets au sol de couleur assortie, graphiques de ventilation du garde-boue arrière et une calandre avant "Heritage" avec cadre extérieur couleur carrosserie. L'intérieur est livré avec des sièges en cuir noir et gris qui comportent des coutures d'accent rouge qui sont également appliquées au volant et au coffre du sélecteur qui entoure un levier de vitesses Hurst à courte portée ainsi qu'un kit de garniture intérieure peint en Silver Ice qui incorpore les panneaux de porte et la garniture du tableau de bord. Mécaniquement, la voiture est équipée d'une combinaison de culasses courtes hors route de General Motor Performance Parts, d'un kit de suspension Pedders, d'un échappement tout-terrain et d'étriers Brembo peints en Victory Red.

#### Camaro Dusk
Le concept Camaro Dusk offre une esthétique de tuner contemporaine avec un look agressif, une hauteur de caisse abaissée, des roues BBS de 21 po (530 mm), le becquet arrière du modèle SS et un ensemble d'effets au sol personnalisé. L'ensemble d'effets au sol comprend un séparateur avant, des extensions de culbuteur et un diffuseur arrière. La voiture est peinte en Berlin Blue tandis que les effets au sol sont peints d'une couleur contrastante. GM a ajouté un nouveau système d'échappement et des freins Brembo de la Camaro SS. L'intérieur est garni de Jet Black et de Sedona. Autres caractéristiques intérieures, un éclairage au plancher et des plaques de seuil de porte de qualité supérieure. Le concept comprend également une technologie de pointe et des options audio premium telles qu'un système audio Boston Acoustics, une connectivité WiFi et un support pour iPhone. 
Chevrolet a lancé une campagne graphique en octobre 2009 pour demander aux amateurs de Camaro de voter pour leur design préféré parmi plusieurs finitions d'accessoires graphiques. Les quatre meilleurs designs ont été produits et amenés au SEMA Show. La Camaro Graphics Concept porté ces conceptions à différents jours. À la fin de la convention, un autre tour de scrutin aura lieu et la gagnante sera considérée pour une production future. Brent Dewar, vice-président de Chevrolet, a déclaré que "la Camaro a des milliers de fans sur les sites de médias sociaux et que c'est un moyen pour l'entreprise de rester en contact avec ses clients."

### Synergy Special Edition
Le 14 janvier 2010, GM a annoncé la version de production de la Camaro Synergy Concept initialement présenté au salon SEMA 2009. La Synergy Special Edition (code RPO: GHS) pour l'année-modèle 2010 est basée sur les modèles 1LT et 2LT de la Camaro et présente la palette de couleurs extérieures limitée Synergy Green. Bien que l'édition vient du concept de la SEMA, certains accessoires ne sont pas venus sur l'unité de production tels que le becquet à aile haute, les roues de 530 mm peintes en Black et le kit d'effets au sol. Les unités de production ont été accentuées par des bandes rallye Cyber Grey sur toute la longueur du capot et du coffre arrière de la Camaro. Les autres caractéristiques extérieures comprennent un aileron arrière standard que l'on trouve sur les versions RS et SS en remplacement du becquet à aile haute et des roues de 19 pouces (480 mm) peintes en Sterling Silver enveloppées de pneus P245 / 50R19. Le jeu de couleurs est conservé à l'intérieur avec un tableau de bord et des inserts de porte Synergy Green. Les surpiqûres Synergy Green accentuent également les sièges en tissu, le volant, le pommeau de levier de vitesses et la console centrale tous en Jet Black. Les autres caractéristiques standard incluent l'option Convenience and Connectivity qui offre une connectivité Bluetooth au téléphone, un port USB pour les lecteurs MP3 et le démarrage à distance du véhicule pour les modèles équipés d'une transmission automatique. Bien que cette édition de la Camaro dispose de certains accessoires disponibles avec la version RS, la version RS elle-même n'était pas disponible à l'achat avec la commande Camaro Synergy. La Synergy Special Edition était disponible en production limitée de février 2010 à mai 2010.

### Pace car de l'indianapolis 500 Special Edition de 2010 (RPO Z4Z)
En avril 2010, General Motors et l'Indianapolis Motors Speedway ont annoncé une production limitée de la Pace Car, lancée pour rythmer l'Indianapolis 500 de 2010. La réplique de la pace car de l'Indianapolis 500 est basée sur le modèle Camaro 2SS de 2010 avec le moteur V8 automatique de 400 ch de 6,2 L avec la version RS qui comprend le schéma de peinture extérieure Inferno Orange avec des bandes rallye White Diamond qui s'étendent de l'avant à l'arrière de toute la carrosserie de la voiture. Les logos de l'événement et de l'organisation de l'Indianapolis 500 Speedway sont décalqués sur les portes conducteur et passager avec un écusson spécial placé sur les deux panneaux avant sous la plaque signalétique Camaro. Des coutures spéciales de l'événement de 2010 remplacent les coutures «SS» sur les appuie-tête des sièges intérieurs avant, avec des tapis de sol de qualité supérieure accentués et un kit de garniture intérieure accentué d'Orange Inferno. La calandre avant est remplacée par la calandre héritage qui été mise à disposition en tant qu'accessoire de rechange GM, avec l'ajout d'un capot moteur garni d'Inferno Orange. La production était limitée à 294 unités, dont la majorité étaient produites en automatique et quelques-unes avaient des transmissions manuelles (principalement canadiennes). Sur les 294 unités, 50 ont été envoyées à l'événement de l'Indianapolis 500 (voitures de Festival) qui ont pu être vu lors de la Pole Day avant l'événement, chacune reprenant une plaque d'immatriculation reflétant son numéro de 1 à 50. 45 autres unités ont été envoyées au Canada et 199 ont été envoyées aux 186 concessionnaires qui vendaient le plus de Camaro en fonction des ventes au détail aux États-Unis. 
La production de la Camaro Z4Z de 2010 a commencé à mi-parcours de l'année modèle 2010. La production de la Camaro de 2010 a été temporairement interrompue en avril 2010 lorsque les 294 modèles Z4Z ont été produits. Après la production des 294 modèles Z4Z, la production des modèles standard a repris.
La Camaro 2SS pace car de l'Indianapolis de 2010 (Z4Z) est la deuxième voiture Camaro à la production la plus faible depuis qu'elle a été mise à la disposition du public à ses débuts de l'Indianapolis 500 en 1967.

### SLP Performance Special Edition ZL550/ZL575
Les SLP Performance ZL550 et ZL575 sont des versions à production limitée de la Chevrolet Camaro SS SLP Performance de 2010. La ZL550 à un compresseur relié au moteur V8 de 6,2 L de 426 à 550 ch. La variante de 550 ch est couplée à la transmission automatique à 6 vitesses. Elle comprend également une face de rayon usinée de 20 pouces à 5 rayons rouges avec des caches centraux ZL. Un décalque en noir mat sur le feu arrière. Insignes SS de style héritage sur la grille avant et le panneau arrière, trois insignes extérieurs ZL550 ou ZL575 de style OEM, logo ZL550 ou ZL575 brodé sur les appuie-tête et les tapis de sol. Elle comprend également une plaque numérotée de 1 à 250 sur le tableau de bord et des porte-clés numérotés. Elle arbore également un système d'admission d'air froid et un système d'échappement à essieu arrière avec des embouts uniques. Une suspension modifiée abaisse l'avant de 1 pouce et l'arrière de 0,8 pouce. Le capot de la voiture utilise un capot RTM avec un extracteur de chaleur fonctionnel. La ZL575 utilise le même V8 de 6,2 L amélioré avec le compresseur de la ZL550 évalué à 575 ch. Les modèles ZL575 sont accouplés à la transmission manuelle à 6 vitesses que l'on trouve dans la Camaro normale, mais ont été peaufinés pour pouvoir gérer l'augmentation de la puissance. Une option pour la ZL575 est la transmission manuelle à 6 vitesses qui est installée avec l'embrayage de la Corvette ZR1 pour des changements de vitesse plus sportifs. De plus, une option pour la transmission de la ZL550 est l'équipement d'un rapport de démultiplication de 3:45. Les freins Brembo sont également une option. Les ventes ont commencé chez les concessionnaires Chevrolet à la mi-2010.

### Styling Special (2010-)
La Camaro Styling Special est une version des Camaro LT RS et SS RS de 2010 pour le marché japonais. Elle comprend une bande, une calandre avant et un seuil de porte de style rallye (de série sur la SS RS).
Les véhicules ont été mis en vente en septembre 2010.

### Sports motorisés
Stevenson Motorsports a engagé deux Camaro dans la catégorie Continental Challenge Gran Sport. Ils ont engagé une Camaro dans la course de 2009 au Virginia International Raceway. Elle était dirigée par Jeff Bucknum et David Donohue, fils de Ronnie Bucknum et Mark Donohue. Ronnie et Mark étaient les pilotes de la Camaro Trans Am originale. John Stevenson a confirmé lors de la manche montréalaise de la saison 2009 des Rolex Sports Car Series que Pratt & Miller travaillait sur des Camaro GT pour remplacer la Pontiac GXP.R. Stevenson Motorsports fera son entrée avec des Camaro lors de la saison 2010 des Rolex Sports Car Series. Les pilotes seront Andrew Davis, Robin Liddell et Jan Magnussen pour la machine # 57 et Mike Borkowski et Gunter Schaldach pour la machine # 97.
TC Motorsports a engagé deux Camaro dans le Continental Challenge pour la saison 2010. La Camaro Sunoco susmentionné, qui a fait ses débuts lors de la dernière manche de la saison 2009, est également inscrite.
La NASCAR utilise la Camaro dans l'une de ses trois séries nationales de tournée, la série Xfinity. Les pilotes qui pilotent la Chevrolet SS au plus haut niveau du sport, la série Sprint Cup, conduisent également la Camaro dans la série Xfinity, y compris Dale Earnhardt Jr. La série Xfinity utilise également la Ford Mustang et la Toyota Camry.

### Production
L'assemblage de la Camaro de cinquième génération s'est déroulé au Canada comme sa prédécesseure. Cependant, la production a été transférée de Sainte-Thérèse, au Québec, à Oshawa, en Ontario.
Chevrolet a commencé à prendre les précommandes pour la Camaro de 2010 le 13 octobre 2008, mais les ventes aux flottes de locations et les commandes passées après la période de précommande ont été traitées avant la plupart des précommandes. À la fin de 2008, General Motors avait confirmé plus de 10 000 commandes anticipées et que toutes les précommandes seraient terminées d'ici octobre 2009. Les ventes de Camaro ont commencé en avril 2009.
Le 17 janvier 2009, la première Camaro de production (VIN # 100001) a été mise aux enchères lors de la vente aux enchères de voitures de collection Barrett-Jackson 2009 dans un lot caritatif de l'American Heart Association. Le véhicule a été acheté par Rick Hendrick, PDG de Hendrick Motor Sports, pour 350 000 $ US.
Fin juin 2009, les concessionnaires Chevrolet signalaient que les ventes de Camaro dépassaient la disponibilité, les prix dépassant d'environ 5 000 $ US le prix de base. Il a été suggéré que cela aurait pu être influencé par la présence proéminente du véhicule dans le film Transformers 2 : La Revanche qui a été diffusée dans le monde entier au cours du mois.
General Motors a vendu 61 648 Camaro au cours de l'année civile 2009. Les ventes de la Camaro n'ont commencé qu'en avril 2009.

### Commercialisation
Une Camaro de 2010 été montrée lorsque le personnage principal conduisait dans la série NBC Mon meilleur ennemi, qui a été créée le 13 octobre 2008, dans le cadre d'un accord commercial entre GM et NBC,.
Dans le cadre du lancement de la Camaro de 2010 au Japon, un T-shirt spécial fabriqué par GM a été mis à disposition entre le 09/07/2009 et le 31/08/2009.
Dans le cadre du lancement de la Camaro au Japon en 2010, un film de promotion pour la Camaro a été présenté en avant-première à Altavision Ginza entre le 01/11/2009 et le 08/11/2009.
Dans le cadre du lancement de la Camaro de 2011 au Japon, les nouveaux membres rejoignant le Hooters de Tokyo entre le 25/10/2010 et le 30/1/2010 pouvaient gagner une Chevrolet Camaro LT RS de 2010.

## Année modèle 2011

### Camaro coupé (2010)
Pour l'année-modèle 2011, le moteur V6 de la Camaro a été évalué à 312 ch (233 kW) et 377 N m, une augmentation de 8 ch (6,0 kW) et 6,8 N m par rapport à 2010. Aucune modification technique n'a été apportée pour l'augmentation, car GM a affirmé que les 304 ch (227 kW) du moteur de la Camaro de 2010 étaient une note prudente.
La couleur Synergy Green de la Special Edition de 2010 serait disponible sur tous les niveaux de finition du modèle de 2011. Un Head-Up Display (HUD) avec la plupart des informations du tableau de bord serait offert. Le HUD est une version modifiée de l'écran de la Chevrolet Corvette. La principale différence est que la version de la Corvette est capable d'afficher les forces g latérales, tandis que cette commodité n'est pas disponible sur la Camaro.
Le modèle japonais a été dévoilé sur des terrains de golf à Tokyo, Yokohama, Nagoya, Osaka. Les modèles japonais incluent les versions LT RS et SS RS avec transmission automatique à 6 vitesses et le choix de 9 couleurs de carrosserie (y compris le nouveau Red Jewel).

### Cmaro SSX (2010)
Dévoilé au salon SEMA 2010, le concept car Camaro SSX est une variante de la Camaro SS convertie en voiture pour circuit fermé, conçue pour présenter de nouvelles pièces de performance. La voiture a été développée avec la contribution de Pratt and Miller, partenaire de Chevrolet avec Corvette Racing, et Riley Technologies en utilisant des pièces éprouvées dans la série de course Grand Am. 
Les changements par rapport à la Camaro SS standard comprenaient une couleur de carrosserie Icy White Metallic avec des accents rouges et des graphiques de porte, capot, ailes, porte et couvercle de coffre en fibre de carbone; séparateur avant, culbuteurs et aileron arrière réglable en fibre de carbone exposée; calandre inférieure et conduits de frein uniques, enlèvement de la moquette, de l'insonorisation et des sièges arrière; volant de course et levier de vitesses recouverts de suède Ace, arceau et filet de fenêtre approuvés par la SCCA, siège conducteur avec harnais à cinq points, pédales de course, système d'extinction d'incendie, pile à combustible de course, un système de caméra vidéo monté sur la cage de sécurité, moteur V8 LS3 de 6,2 L amélioré avec arbre à cames Chevrolet Performance Parts, culasses et système de lubrification pour carter sec; transmission manuelle à six vitesses équipée d'un embrayage à deux disques partagé avec la Corvette ZR1, systèmes d'admission et d'échappement d'air à faible restriction, système de freinage de course à disque aux 4 roues avec étriers avant à six pistons / arrière à quatre pistons avec rotors percés et fendus, suspension de production modifiée avec des composants sous licence Pfadt et roues et pneus de course de 20 pouces,,.
La voiture a reçu deux prix au SEMA: le SEMA Award: Hottest Car et le Gran Turismo Award: Best Domestic.

### Neiman Marcus Edition
Le 19 octobre 2010 à 12 h 00 HAE, les commandes pour la Camaro Convertible Neiman Marcus Edition ont été ouvertes par Neiman Marcus et épuisées en trois minutes, devenant ainsi l'une des éditions spéciales d'un véhicule le plus vendu que General Motors a mis sur le marché. Au total, 100 unités ont été produites et les livraisons ont commencé début 2011. La Camaro NM était basée sur les modèles 1SS et 2SS et était équipée du moteur V8 de 6,2 L dans les deux options de transmissions manuelles ou automatiques avec le même rendement énergétique et la même puissance de sortie que la Camaro de 2011. Les accessoires qui séparaient cette édition du reste étaient sensiblement ceux de la peinture extérieure exclusive à trois couches appelée "Deep Bourdeaux" avec des bandes rallye fantômes s'étendant sur le capot jusqu'au coffre arrière avec un contour de pare-brise séparé peint en "Silver". La garniture intérieure en cuir bicolore séparé également l'édition spéciale du reste avec du cuir noir de base avec des accents intérieurs "Amber" sur les sièges avant et arrière ainsi que sur les accoudoirs, avec des surpiqûres "Brilliant Red" sur les éléments susmentionnés, y compris la console centrale, le volant et le pommeau de levier de vitesses. Une option de garniture intérieure noire placé sur les panneaux des portes et le tableau de bord remplacé le "Midnight Silver" standard qui était offert sur les modèles 2LT et 2SS. Des roues de 21 pouces à cinq rayons qui n'étaient pas encore disponibles au grand public pour un achat séparé jusqu'à la fin de 2011 ont été placées et enveloppées de pneus Pirelli P-Zero qui contenaient également une bande Brilliant Red coulant le long du bord extérieur de la roue pour suivre la couture dans l'intérieur. Cette édition de la Camaro était le seul lot d'unités qui devait suivre les touches de coupe de celle de la Camaro Convertible Concept de 2007 avec les contours de fenêtre peint en Silver, les placements des garnitures intérieures en cuir et les roues à rayons larges. Aucun cabriolet Camaro produit d'usine n'a jamais fourni un entourage de pare-brise de couleur différente de la couleur de carrosserie du modèle produit.

### Convertible (2011-2015)
La production de la Camaro Cabriolet de 2011 a débuté le 31 janvier 2011 à Oshawa, en Ontario, où le coupé été assemblé. Il est arrivé chez les concessionnaires en février et est disponible en versions de base et SS comme le coupé.
Les modèles américains comprennent un choix de moteurs V6 et V8 (SS uniquement), une boîte manuelle Tremec TR-6060 à 6 vitesses ou une boîte automatique Hydra-Matic 6L50 à 6 vitesses, et ont été mis en vente en février 2011,.
Les modèles japonais comprennent un choix de quatre couleurs de base (argent glacé métallisé, noir, rouge victoire, blanc sommet) et deux couleurs de carrosserie haut de gamme (jaune rallye, orange vif métallisé). Ils ont été mis en vente le 15 juillet 2011.

### Synergy Series de 2011
Du concept à la réalité, la Camaro Synergy Series de 2011 a fait ses débuts lors de l'événement SEMA 2009 en tant que concept sous le nom de Camaro Chroma. Ce concept était d'afficher une combinaison de diverses pièces actuelles et conceptuelles du catalogue d'accessoires de la Chevrolet Camaro pour fournir une apparence différente des autres modèles de Camaro. En 2010, la voiture éclaterait à nouveau, cependant sous un schéma de peinture extérieure "Cyber Gray Metallic" différent, et une nouvelle plaque signalétique nommée Synergy Series. Il a été fait savoir que la voiture Synergy présentée à l'événement SEMA 2010 n'allait pas seulement être un concept, mais qu'elle serait mise à la disposition du grand public par achat pour le modèle de 2011. Le 5 mai 2011, les commandes étaient ouvertes à ceux qui souhaitaient acheter la finition d'apparence en plus du prix d'une 2LT ou d'une 2SS en coupé ou en cabriolet, plus l'achat de la version RS qui était requis. Seules les couleurs extérieures Victory Red, Summit White ou Black peuvent être fabriquées à l'achat. Lors d'une commande pour une Camaro Synergy Series, les personnes avaient la possibilité de choisir entre deux finitions différentes:
Niveau un (RPO: AJA): surpiqûres intérieures rouges sur les sièges intérieurs garnis de cuir gris, la console centrale, le volant, le coffre et le pommeau de levier de vitesses et les accoudoirs des portes. Kit de garnitures intérieures Switchblade Silver sur le tableau de bord et les panneaux de porte avec tuyauterie accentué de rouge dans les garnitures de porte, le plancher et les porte-gobelets. Effets au sol couleur carrosserie, calandre Heritage, becquet Blade et antenne. Capot moteur rouge et étriers de frein Brembo de couleur rouge. Tapis protecteurs de qualité supérieure avec bordure rouge et décalcomanies d'inspiration Yenko à rayures argentées sur le capot, le bac de chargement, le coffre arrière et les ouïes latérales.
Niveau deux (RPO: AJB): Tout le contenu de la finition de niveau un avec l'ajout de roues de 21 pouces de large à cinq rayons installées par le concessionnaire avec des inserts "Blade Silver" et une bande "Red Flange" le long du bord des roues.
Seules 500 unités de cette finition incorporé dans les Camaro devaient être produites pour l'année modèle 2011, mais seulement 400 ont été réellement commandées. Le nom Synergy a été décidé par Chevrolet pour être non seulement connu pour la couleur verte de la première série de l'édition spéciale des Camaro en 2010, mais pour être une édition spéciale annuelle de la Camaro offerte par Chevrolet pour montrer sa détermination à sortir au moins deux éditions spéciales de Camaro chaque année. Ainsi, le mot "Series" a été ajouté pour refléter les éditions comme une édition spéciale annuelle.

### Finition d'apparence XM Accessory
La finition d'apparence XM Accessory (RPO: ABN) a été présenté lors de l'événement SEMA 2010, offrant une option qui différencierait le modèle 1LT des autres, car les éditions spéciales étaient proposées vers les modèles SS. Les commandes pour la finition d'apparence ont commencé le 17 février 2011 jusqu'à la fin du modèle de 2011 et n'était limitée qu'aux couleurs extérieures suivantes : Black, Cyber Gray Metallic et Imperial Blue Metallic. Intégrées à l'achat de la finition XM accessory, une calandre avant Heritage couleur carrosserie, des roues de 21 pouces de diamètre à 5 rayons en aluminium poli, une bande Silver avec des rayures fines qui longe le côté de la Camaro en suivant le contour de la carrure à l'avant, tapis de sol premium recouverts de moquette, aileron arrière sans avoir à acheter la version RS (RPO: WRS) et un abonnement d'essai gratuit de 12 mois à la radio satellite XM.

### Production
La production de la Camaro de 2011 a commencé le 07/06/2010.

### Commercialisation
Dans le cadre du lancement de la Camaro de 2011 au Japon, une campagne Camaro de 2 jours a eu lieu entre le 01/07/2010 et le 30/09/2010, comprenant un essai routier de 2 jours choisi par tirage au sort parmi les concessionnaires Chevrolet.
Après que la version 2010 d'Hawaï Five-0 ait été reprise par CBS pour diffusion, à partir du deuxième épisode (27 septembre 2010), un accord de placement de produit Chevrolet comprend une Camaro RS utilisée par Danny Williams (Scott Caan) utilisée pour les trois premières saisons, avec une Camaro de 2014 la remplaçant pour la saison 4. Une deuxième Camaro (une variante SS), en jaune, est utilisée par Max Bergman (Masi Oka), à partir de la deuxième saison.
La Chevrolet Camaro a été lancée en Chine en avril 2011 grâce à des importations sous le niveau de finition Legend. Le V6 LGX de 3,6 litres était le moteur standard associé à une boîte de vitesses automatique à 6 rapports. Les importations de la Camaro de cinquième génération ont pris fin en 2015.

## Mise à jour de l'année modèle 2012

### Camaro, RS, 45th Anniversary Special Edition
Les modifications apportées à la Chevrolet Camaro de 2012 comprennent l'introduction du moteur V6 LFX de 3,6 L à injection directe de 323 ch (241 kW) qui remplace le moteur V6 sortant, une nouvelle option de suspension FE4 pour la SS coupé (amortisseurs avant et arrière recalibrés, nouvelles barres stabilisatrices solide avant (23 mm) et arrière (24 mm), roues de 20 pouces en aluminium avec pneus avant P245 / 45R20 et arrière P275 / 40R20 (des SS)), une apparence révisée du tableau de bord (nouveaux graphiques et garnitures d'instruments), une nouvelle conception du volant avec une ergonomie améliorée, une fonction relevage électrique pour le siège passager avant, un nouveau groupe de vision arrière (un système de caméra de recul et un miroir à atténuation automatique en plus de la fonction d'assistance au stationnement arrière existante), un nouveau becquet arrière de série et les feux arrière de la version d'apparence RS deviennent la norme pour tous les véhicules. Crystal Red Tintcoat remplace Red Jewel comme couleur extérieure. 
Les modifications apportées à la version RS incluent une nouvelle antenne «aileron de requin» de couleur carrosserie.
La 45th Anniversary Special Edition est basée sur la 2LT et la 2SS pour les styles de carrosserie coupé et cabriolet, avec bande rallye unique en rouge et argent sur le capot et le coffre, couleur de carrosserie Carbon Flash Metallic, badges situés sous les emblèmes des ailes avant, roues de 20 pouces avec nouveau design en argent foncé, phare antibrouillard et feu arrière avec finition argent foncé, verres des feux arrière de style RS, becquet arrière standard et phares HID, moulure de toit couleur carrosserie, Intérieur Jet Black avec sièges garnis de cuir arborant le logo 45th Anniversary, tableau de bord blanc et garniture de porte blanc avec logo 45th Anniversary sur le tableau de bord, coutures rouges, blanches et bleues sur les sièges, le volant, le pommeau de levier de vitesses, les accoudoirs de porte et le couvercle de la console centrale; Logo 45th Anniversary sur le volant et les plaques de seuil.
La 45th Anniversary Special Edition a été dévoilée au Camaro5 Fest II en Arizona.
Les modèles japonais ont été mis en vente le 20/01/2012. Les premiers modèles comprenaient les coupés (LT RS, SS RS), cabriolets, et les 45th Anniversary Special Edition,.

### Concept de la SEMA 2011 (2011)
La Camaro COPO Concept est une voiture de course du Stock Eliminator fabriquée en usine et est la successeure spirituelle des modèles légendaires de commande spéciale de 1969, avec des dispositions pour deux configurations de moteur (LS7 7.0 L ou LS9 5.3 L), dispositions pour 3 types de transmission (automatique à deux vitesses Powerglide, automatique à 3 rapports, manuelle à 5 rapports), hotte à induction et capot surélevé, système de carburant personnalisé Aeromotive avec pile à combustible et pompe à carburant haute pression intégrée, cage de sécurité entièrement chromée, suspension avant à ressorts hélicoïdaux avec jambes de suspension réglables Strange Engineering, suspension arrière personnalisée basée sur les exigences de la NHRA (amortisseurs Strange Engineering et barre stabilisatrice Panhard), essieu arrière solide Strange Engineering S-9 (troisième membre en aluminium, bobine à 35 cannelures, essieux à 35 cannelures et jeu d'engrenages de 4.10), roues de course spécifiques COPO, roues arrière radiales de course de 29 x 9 pouces et pneus avant de 4,5 x 28 x 15 pouces, système de direction manuel, système de freins légers de course Strange Engineering avec verrouillage de ligne standard, retrait des accessoires d'insonorisation et d'alimentation, 2 sièges baquets de course (et suppression du siège arrière), un harnais de sécurité pour le conducteur, un levier de vitesses de compétition et jauges Chevrolet Performance par Auto Meter,.
La Camaro Hot Wheels Concept est un concept car basé sur le coupé Camaro SS avec une transmission manuelle à six vitesses Tremec TR-6060, inspiré du modèle "Custom Camaro" à l'échelle 1/64 qui faisait partie de la collection originale des Hot Wheels publiée en 1968. Elle a été conçue par le studio de conception de General Motors au Michigan et le studio de conception Hot Wheels en Californie. Les changements incluent la couleur de carrosserie Over Chrome Green (créé à l'aide du produit Cosmichrome de Gold Touch Inc.), avec logo fantôme Hot Wheels sur les panneaux latéraux, effets au sol noir Satin (extensions des séparateur, culbuteur et côté du carénage arrière), roues noires Satin avec face fraisée et bande Torch Red: 20 x 10 pouces (avant) et 20 x 11 pouces (arrière), calandre ZL1 avec écusson Hot Wheels, badge Hot Wheels sur le couvercle du coffre, feux arrière de style européen avec une nouvelle lentille intérieure fumée, carénage arrière de style européen avec diffuseur et cadres d'échappement nouveau, becquet arrière ZL1, Chevrolet Accessories Modified Satin Black Stripe, badges d'aile "CAMARO" en aluminium noir avec face fraisée, insert de capot en aluminium noir avec extracteurs de ventilation de capot fraisé, Chevrolet Accessories décalcomanies branchies  Synergy Series, inserts de porte gainés de cuir Black avec des accents Torch Red, flammes Hot Wheels; Plaques de seuil Hot Wheels, logos Hot Wheels brodés sur les dossiers des sièges avant, Chevrolet Accessories kit de pédales, Chevrolet Accessories éclairage du plancher et des porte-gobelets (rouge), freins Brembo: avant à six pistons avec rotors en deux pièces et étriers à quatre pistons, kit d'abaissement de suspension par Pedders, Chevrolet Accessories couvre-moteur noir et Chevrolet Accessories échappement,.
La Camaro Red Zone Concept est une version de la Camaro de 2012 conçue par Adam Barry. Elle dispose d'une capote noir, Chevrolet Accessories roues 21x8,5 pouces argent / polies, bande héritage argent, Chevrolet Accessories calandre couleur carrosserie et pare-brise convertible, kit d'abaissement de suspension par Pedders, doublure de capote concept "RS", intérieur en cuir Titanium avec accents Silver Ice, insert de tableau de bord Black souple, Chevrolet Accessories inserts de porte et de tableau de bord Silver Ice et Chevrolet Accessories tapis de sol avec logos "CAMARO" argentés.
La Camaro Synergy Series Concept est une version de la Camaro avec la couleur de carrosserie Silver Ice et avec des rayures noires Synergy sur le capot, avec un couvercle et des décalcomanies "fente à lettres" avec inserts de ligne rouge, Autocollants branchies Synergy et pas de badges extérieurs SS ou RS, Chevrolet Accessories effets au sol et calandre couleur carrosserie, Chevrolet Accessories roues de 21 pouces noir avec bande rouge, Kit d'abaissement de suspension par Pedders (Chevrolet Official Licensed Product), étriers de frein rouges Brembo, Chevrolet Accessories capot moteur rouge, doublure de capote Concept "SS", Chevrolet Accessories tapis de sol (ébène et rouge avec logo "CAMARO" en argent), Chevrolet Accessories kit d'éclairage (affiché en rouge), levier de vitesses Hurst à courte portée, intérieur en cuir Black avec surpiqûres rouges sur les sièges, la console, les portes, le volant et le coffre de vitesses; Tableau de bord et inserts de porte Silver Ice, Insert du tableau de bord souple en cuir Black avec surpiqûres rouges, logo SS avec contour rouge sur les appuie-tête et Chevrolet Accessories kit de pédale.
La Camaro 1LE Concept est une version de la Camaro comprenant des composants de production à la fois de la Camaro SS et de la Camaro ZL1 (à venir), avec une couleur de carrosserie Victory Red, séparateur, culbuteur, becquet arrière et rétroviseurs extérieurs noir satiné; suspension sport avec le Magnetic Ride Control, direction assistée électrique, transmission manuelle à six rapports rapprochés, roues de course 20x10 pouces (avant) et 20x11 pouces (arrière) (en noir satiné), pneus asymétriques Goodyear Eagle F1 Supercar G (de la ZL1), étriers avant Brembo à six pistons avec rotors avant en deux pièces et étriers arrière à quatre pistons (Chevrolet Official Licensed Product), deux sorties d'échappement avec échappement actif et diffuseur de style ZL1, renfort de tour de choc, Chevrolet Accessories capot moteur rouge, intérieur en cuir Black avec coutures Light Stone, inserts de porte et de tableau de bord en Graphite Silver, manette ZL1 avec coutures Light Stone, volant à fond plat ZL1 et Chevrolet Accessories kit de pédale.
La Camaro ZL1 Carbon Concept est une version de la Camaro ZL1 avec une couleur de carrosserie Ashen Gray, Chevrolet Accessories insert de capot "Mohawk" en fibre de carbone à tissage apparent, becquet arrière en fibre de carbone, Inserts de porte et tableau de bord en fibre de carbone, roues de 20 x 10 pouces (avant) et 20 x 11 pouces (arrière) en noir satiné avec faces usinées, étriers avant Brembo à six pistons avec rotors avant en deux pièces et étriers arrière à quatre pistons (Chevrolet Official Licensed Product), Magnetic Ride Control, doubles sorties d'échappement avec échappement actif et diffuseur, intérieur en cuir Jet Black avec inserts de siège en microfibre suédée et surpiqûres Torch Red, levier de vitesses à courte portée ZL1 avec pommeau en daim et en fibre de carbone, volant à fond plat garni de suède et pédales ZL1,,.

### ZL1 (2012-2015)
Dévoilée au Salon de l'auto de Chicago 2011, la ZL1 est une variante haute performance de la Camaro SS. Au moins 30% des pièces de la ZL1 sont exclusives au modèle.
La voiture est équipée d'un moteur V8 LSA de 6 162 cm3 (6,2 L) avec un compresseur de 1,9 L qui produit une pression maximale de 0,48 bar. Le moteur a une puissance de 580 ch (588 ch; 433 kW) à 6 000 tr/min et 754 N m de couple à 4 200 tr/min. La puissance est fournie aux roues arrière par une boîte manuelle à six vitesses (TR-6060) ou une transmission automatique 6L90. La transmission manuelle a un arbre de sortie plus solide, un boîtier arrière plus robuste et un roulement d'arbre principal supplémentaire pour fournir une capacité de couple 30% supérieure que la transmission automatique utilisée dans la Camaro SS. Pour améliorer la qualité des changements de vitesse, il existe des synchrones triples dans certains rapports et une liaison révisée. Un nouveau volant bimasse est boulonné à un embrayage à double disque haute capacité. La transmission automatique a des disques d'embrayage supplémentaires, un arbre de sortie renforcé et est programmée avec trois modes de fonctionnement (Drive / Sport / Manual).
La puissance de la ZL1 est complétée par des technologies de performance exclusives, notamment la troisième génération de suspension magnétique et la gestion de la traction performance. Brembo a fourni le système de freinage avec six étriers à piston à l'avant et quatre étriers à piston à l'arrière. Un système de conduits achemine l'air de la calandre vers les rotors qui travaillent dur. Les roues de 20 pouces en aluminium forgé sont équipées de pneus Goodyear Eagle F1 Supercar de deuxième génération (taille 285 / 35ZR-20 à l'avant et 305 / 35ZR-20 à l'arrière). L'amortissement est assuré par les unités de la suspension magnétique. Ce système peut détecter le besoin d'une correction d'amortissement 1 000 fois par seconde et effectuer ce changement en seulement cinq millisecondes. Le système Performance Traction Management (PTM) été à l'origine conçu pour la Corvette ZR1. En plus de moduler le couple moteur pour des performances de lancement optimales dans les ZL1 à commande manuelle, le PTM fait également varier le contrôle de traction et l'amortissement de la suspension selon les besoins. Les cinq modes disponibles sont mouillée, sec, sport avec ou sans contrôle de stabilité et conditions de conduite course.
Des caractéristiques supplémentaires pour la piste sur la Camaro ZL1 de série comprennent des refroidisseurs pour le moteur, une transmission et un différentiel arrière, des conduits de refroidissement pour les freins Brembo et un système de carburant haute performance fournissant du carburant au moteur LSA dans toutes les conditions de performance. L'essieu arrière de la ZL1 comprend un différentiel à boîtier en fonte de grande capacité, des demi-arbres asymétriques massifs et des joints universels extra-robustes. Pour maintenir la température du lubrifiant, un échangeur de chaleur huile-à-huile est intégré au bas du différentiel. Le fluide de transmission circule à travers cet échangeur de chaleur et à travers le radiateur pour abaisser les températures de fonctionnement de plus de 38 °C. De plus, le moteur est équipé du même échangeur de chaleur huile-liquide de refroidissement utilisé dans la Corvette ZR1. La ZL1 a un carter d'huile plus profond, une reprise plus longue et une pompe de plus grande capacité que la SS,.
La ZL1 peut accélérer de 0 à 97 km/h en 3,8 secondes et peut parcourir le 1/4 mile (402 m) en 11,94 secondes à 187 km/h.

### Camaro 2LS de 2012 (2012)
La Camaro 2LS a été fabriquée par GM en 2012. Conçu pour une meilleure économie de carburant en utilisant un rapport de vitesse légèrement différent, ce modèle ressemble à la version LS d'origine. Elle était disponible à la fois en boîte manuelle et en boîte automatique 6 vitesses avec en option des palettes de changement de vitesses de chaque côté opposé du volant. Un inconvénient de la 2LS est qu'elle ne contient pas l'option «Sports Mode». Au lieu du mode sport, le véhicule passe en sélection de longue portée électronique (2LS). Cela permet au conducteur de choisir le rapport le plus élevé sur lequel la transmission passera.

### Camaro COPO de 2012 (2012-2013)
La Camaro COPO de 2012 (P / N 20129562) est une version à production limitée de la Camaro d'usine conçues pour des courses de dragster pour les catégories de la NHRA, Stock Eliminator et Super Stock. Elle a une transmission automatique Powerglide avec un choix de 3 moteurs (un V8 LS7 de 7,0 L ou un V8 LSX de 5,3 L avec un compresseur de 2,9 L ou un V8 LSX de 5,3 L avec un compresseur Whipple de 4,0 L). Elle a également un choix de 5 couleurs de carrosserie (Flat Black, Summit White, Victory Red, Silver Ice Metallic et Ashen Gray Metallic), un essieu arrière solide, une cage de sécurité entièrement chromée, retrait des accessoires d'insonorisation et d'alimentation, 2 sièges baquets de course (suppression du siège arrière), un harnais de sécurité pour le conducteur, un levier de vitesses de compétition, des jauges Chevrolet Performance, roues de course Bogart et pneus Hoosier Racing.
La finition COPO graphique comprend les couleurs du concept car, mais en Metallic White, Semi-Gross Black, Inferno Orange Metallic et Chevy Racing Blue.
La finition COPO collector comprend les trois moteurs de course correspondant au numéro de série de la voiture, dont un installé au moment de la livraison.
La Camaro COPO a été mis en vente via lettre de confirmation à l'acheteur enregistré. La livraison a commencé au General Motors Performance Build Center à Wixom, Michigan, à partir de l'été 2012. Seulement 69 unités ont été fabriquées,.

### Camaro Convertible COPO de 2012 (2012-2013)
La Camaro Convertible COPO est une variante cabriolet de la Camaro COPO. Elle comprend un moteur V8 LSX 5,3 L suralimenté avec un compresseur Whipple de 4,0 L qui a une puissance de 550 ch (410 kW) ainsi qu'une couleur de carrosserie noire ou Inferno Orange Metallic avec des graphiques personnalisés supplémentaires, des garnitures intérieures spéciales et une transmission automatique à trois vitesses Turbo 400. Deux unités ont été fabriquées, numérotées 68 et 69.
La voiture numéro 69 a été dévoilée au salon SEMA 2012 et a été conservée au GM Heritage Center. La voiture numéro 69 a été mise en vente à la vente aux enchères Barrett-Jackson Scottsdale 2013 dans un lot caritatif de l'American Heart Association,,.

### Records
À l'automne 2011, une ZL1 a bouclé un tour du Nürburgring en 7: 41.27, la plaçant dans la même catégorie que des voitures beaucoup plus chères comme la Porsche 911 Turbo S, la Lamborghini Murciélago LP640 et la Mercedes-Benz SLS AMG.

### Production
La production de la ZL1 pour l'année modèle 2012 s'est élevée à 1 971 unités. 99 ont été officiellement attribués au Canada.
Les moteurs de la Camaro COPO de 2012 ont été assemblés au Performance Build Center de Wixom, Michigan.
Les modèles Camaro COPO ont été construits à la main en commençant par le matériel de l'usine d'assemblage d'Oshawa, y compris les mêmes coques de carrosserie «carrosserie en blanc» que les pilotes peuvent acheter chez Chevrolet Performance.
Un moteur d'une Camaro COPO de 2012 a été construit par le propriétaire de Hendrick Motorsports et président de Hendrick Automotive Group, Rick Hendrick.
Parmi les 69 Camaro COPO de 2012 produites, 67 étaient des coupés et 2 étaient des cabriolets, 43 voitures étaient équipées du moteur atmosphérique 427 (y compris la version originale du concept show car qui a fait ses débuts au salon SEMA 2011), 20 voitures étaient équipées du moteur suralimenté 327 de 4,0 L, 6 voitures étaient équipées du moteur suralimenté 327 de 2,9 L, 8 clients ont commandé la finition collector, 32 voitures ont été peintes en Summit White (y compris la voiture d'exposition originale), 20 voitures ont été peintes en Black, 12 voitures ont été peintes en Victory Red, 2 voitures ont été peintes Ashen Gray Metallic, 2 voitures ont été peintes Silver Ice Metallic, 1 voiture a été peinte Orange Inferno Metallic et 12 voitures ont été commandées sans graphiques COPO.
La dernière Camaro Convertible COPO de 2012 a été vendu aux enchères Barrett-Jackson Scottsdale 2013 pour 400 000 $ US,.

### Commercialisation
Hot Wheels a produit une edition collector à échelle 1/64 d'un modèle de voiture basée sur le concept Camaro Hot Wheels.

## Mise à jour de l'année modèle 2013

### Camaro, RS, 1LE
Les modifications apportées à l'année modèle 2013 incluent:
- Finition de performance 1LE
- Chevrolet MyLink et navigation tactile couleur
- L'assistance au démarrage en côte désormais standard sur toutes les transmissions manuelles
- Pommeau de levier de vitesses type ZL1 sur toutes les boîtes de vitesses manuelles
- Démarrage à distance du véhicule désormais inclus sur les 1LT et 1SS avec transmission automatique
- Couleur extérieure Blue Ray Metallic
- Rétroviseur intérieur sans cadre
- Nouvelles conceptions de roues de 18 et 20 pouces
- Revêtement intérieur en cuir Mojave

La finition 1LE était proposée sur les modèles 1SS et 2SS coupé, avec une boîte manuelle exclusive Tremec TR-6060 / MM6 à 6 vitesses avec un système air-liquide de refroidissement standard, différentiel à glissement limité par engrenage de 3.91, amortisseurs arrière monotubes exclusifs, barre stabilisatrice avant solide de 27 mm, barre stabilisatrice arrière solide de 28 mm, demi-arbres de pont arrière de plus grande capacité, roues, basées sur la ZL1, avant de 20 x 10 pouces et roues en aluminium de 20 x 11 pouces, pneus avant et arrière Goodyear Eagle Supercar G:2 de 285 / 35ZR20 (identique aux pneus avant de la ZL1), supports d'amortisseur arrière de type ZL1; Pompe à carburant haute capacité et collecteurs de carburant supplémentaires de la ZL1, capot noir mat, séparateur avant et aileron arrière noirs, jantes à 10 branches de la ZL1; Volant à fond plat de la ZL1 garni de microfibre suédée et levier de vitesses à courte portée de la ZL1 garni de microfibre suédée.
Les modifications apportées aux modèles SS comprenaient une direction assistée électrique à effort variable standard, des sièges baquets Recaro en option, un système d'échappement bimode en option sur les modèles équipés d'une transmission manuelle. Les deux fonctionnalités ont été introduites sur la Camaro ZL1.
Les couleurs extérieures incluent Summit White, Black, Crystal Red Tintcoat, Victory Red, Rally Yellow, Inferno Orange Metallic, Ashen Grey Metallic et Blue Ray Metallic. Les choix de couleurs du toit de la convertible incluent le noir et le beige.
La Camaro a une puissance de 426 ch (318 kW) lorsqu'elle est équipée de la boîte de vitesses manuelle à 6 rapports, ce qui est réduit à 400 ch (298 kW) lorsque la voiture est équipée de la boîte de vitesses automatique à 6 rapports.

### Voiture de la NASCAR Nationwide Series
Dévoilé au NASCAR Nationwide Series Practice 2012 à l'Indianapolis Motor Speedway, le coupé Camaro NASCAR Nationwide Series a incorporé un capot bombée unique et la calandre profonde de la Camaro de production. De plus, le design intègre les anneaux de lumière distinctifs et les apparences de calandre à double port, et le logo Chevrolet,.

### Concept de la SEMA 2012
Chevrolet a construit une version spéciale du coupé Camaro ZL1, conçue en association avec le directeur du design de Chevrolet Dave Ross, pour le pilote de NASCAR Tony Stewart. Elle présente une couleur de carrosserie gris métallique personnalisée, rehaussée de graphiques tribaux et Smoke à fines rayures rouges et argentées, verres de phares teintés avec éclairage rouge, roues personnalisées avec une finition Piano Black et des accents rouges, sièges en cuir Jet Black avec inserts en daim et surpiqûres écarlates, des signatures de Tony Stewart brodé sur les sièges, inserts de panneau de porte en cuir suédé et habillage de tableau de bord avec détails gravés au laser, accoudoirs de porte en cuir Jet Black avec surpiqûres French et tuyauterie blanche, volant gainé de cuir suédé Jet Black avec surpiqûres écarlates, plaques de garniture Piano Black et lunette des groupes de jauge personnalisé.
La Camaro ZL1 Touring Convertible concept est une Camaro ZL1 cabriolet avec une couleur extérieure verte, roues à 10 rayons Chevrolet Accessories avec finition en métal liquide et faces fraisées, cadre de pare-brise plongeant, enjoliveurs des feux arrière et insignes extérieurs avec finition en métal liquide; séparateur et culbuteur noir mat, occultation du carénage supérieur en noir mat, renfort de tour de choc poli sous le capot, sièges en cuir ébène avec inserts en cuir perforé Mojave et surpiqûres Mojave léger, accoudoirs gainés de cuir Mojave, pommeau de levier de vitesses et couvercle de console centrale en cuir avec coutures Mojave, Chevrolet Accessories kit d'éclairage intérieur Ice Blue et tapis de sol et plaques de seuil de qualité supérieure avec logo ZL1.
La Camaro Performance V8 concept est une Camaro SS noir avec kit de différentiel arrière Chevrolet Performance ZL1, levier de vitesses à courte portée de ratio 5.1, renfort de tour de choc avec graphique Camaro en blanc, kit de suspension Camaro 1LE, kit conversion de frein Camaro ZL1, système d'échappement concept bimode, culbuteurs et diffuseur inférieur arrière Camaro ZL1, séparateur avant Camaro Dusk, graphique d'occultation pour le carénage avant supérieur, capot et couvercle de coffre en rouge métallisé, Chevrolet Accessories aileron arrière noir, calandre héritage et graphismes «branchie», Chevrolet Accessories roues noires de 20 x 10 pouces (avant) et 20 x 11 pouces (arrière) à cinq branches avec "crocs" polis, inserts de siège en daim noir avec sièges Camaro ZL1 en cuir Jet Black; Coutures Torch Red et traversins en fibre de carbone, bande en daim rouge sur le dossier du siège conducteur, volant à fond plat Camaro ZL1 avec garniture en fibre de carbone, pommeau de levier de vitesses Camaro ZL1 en daim avec badge 5.1, tableau de bord et inserts de porte gainés de fibre de carbone en cuir, insert de tableau de bord souple gainé de suède, Chevrolet Accessories finitions d'éclairage, couvre-pédales et tapis de sol haut de gamme avec logo Camaro; couvercle de console centrale et plaques de seuil brodées Chevrolet Performance et ensemble de jauge de production RS.
La Camaro Performance V6 concept comprend un moteur V6 LFX de 323 ch (241 kW), kit de conversion de frein ZL1, kit de suspension Camaro 1LE, différentiel arrière de la Camaro 1LE, couleur de carrosserie Summit White, renfort de tour de choc Chevrolet Performance, système d'échappement bimode et diffuseur arrière Camaro ZL1, aileron arrière Camaro convertible en noir mat, Chevrolet Accessories calandre héritage peinte noir mat, séparateur avant Camaro Dusk en noir mat, graphique d'occultation pour le carénage avant supérieur, cache-capot noir mat avec bande exposée Summit White, Chevrolet Accessories jantes noires à 10 rayons de 20x10 pouces (avant) et 20x11 pouces (arrière) avec faces fraisées, inserts de panneau de porte et de tableau de bord Summit White, Chevrolet Accessories finitions d'éclairage, couvre-pédales et tapis de sol premium avec logo Camaro; Couvercle de console centrale et plaques de seuil brodés Concept Chevrolet Performance, logo Chevrolet Performance sur l'insert du tableau de bord et ensemble de jauge de production RS.
La finition Camaro SS 1LE est devenu disponible dans le cadre du catalogue Chevrolet Performance de 2013.

### Giovanna Edition (2013)
Dévoilée au Tokyo Auto Salon 2013, la Camaro Giovanna Edition est une variante des Camaro LT RS et SS RS pour le marché japonais. Elle a été développée en collaboration avec le propriétaire de la concession Cadillac / Chevrolet dans la banlieue de Kunitachi à Tokyo, avec la contribution supplémentaire du célèbre journaliste japonais Tatsuya Kushima. Elle comprenait un choix de 4 couleurs de carrosserie (Silver Ice Metallic, Black, Rally Yellow (optionnelle), Summit White), bande de carrosserie (décalcomanie GT originale), bouchon de réservoir avec logo Giovanna Edition, emblème avant SS ou RS, autocollant arrière logo Chevrolet, logos Giovanna Edition sur les appuie-tête et les plaques de seuil de porte et roues en aluminium Giovanna Wheels de 20 pouces fabriquées par WTW Corp. Elle a été mis en vente en mars 2013,.

### Camaro Coupé "Turbo" de 2013 (2013)
Dévoilé au Salon de l'auto de Chicago 2013, la Camaro Coupé "Turbo" est un concept car basé sur le coupé Camaro et inspiré de l'escargot du film de DreamWorks, Turbo. Les changements comprenaient des culbuteurs inférieurs et des élargisseurs d'ailes dans une configuration de conception de carrosserie large, un séparateur avant et un diffuseur arrière, un becquet arrière GT concept, éclairage LED avant et arrière personnalisé avec effet multicolore pour les phares avant, couleur de carrosserie noire avec un revêtement en vinyle chromé teinté foncé pour ressembler à du chrome noir, roues avant de 24 x 10 pouces avec roue avant et déport personnalisé, roues arrière de 24x15 pouces, un moteur V8 suralimenté couplé à une transmission automatique d'une puissance de 700 ch (522 kW), un ensemble d'admission personnalisé pour le boîtier du compresseur, 2x2 sorties d'échappement arrière de 5 pouces de diamètre, ensemble de capot COPO personnalisé, système de broches pour le capot à profil bas, suspension avant avec ressorts hélicoïdaux réglables sur mesure et suspension arrière avec ressorts arrière et amortisseurs arrière réglables sur mesure,.

### Camaro Hot Wheels Special Edition de 2013
La Camaro Hot Wheels Special Edition est une variante spéciale de la Camaro disponible dans les styles de carrosserie coupé et cabriolet, avec au choix les versions 2LT (V6) et 2SS (V8) avec une fintion d'aspect ZL1. Les changements incluent:
- Becquet arrière ZL1 (modèles coupé)
- Calandre avant supérieure ZL1
- Ensemble d'effets au sol, y compris un traitement du séparateur avant et du culbuteur
- Roues noires de 21 pouces avec bande de contour rouge
- Capot avec graphique mat bicolore et panneau de feu arrière avec graphique "blackout"
- Aile avec graphique "flame"
- Calandre Hot Wheels et logos sur le couvercle de coffre.
- Intérieur garni de cuir noir avec surpiqûres rouges et noires avec le logo Hot Wheels brodé sur les sièges avant.
- Tableau de bord et inserts de porte noirs
- Autocollant logo flamme Hot Wheels sur chaque panneau arrière
- Plaques de seuil Hot Wheels Edition
- Tapis de sol haut de gamme avec logo Camaro et bordure rouge

| Chifrres de | production  | finale de | l'Hot Wheels | Special   | Edition |
| ----------- | ----------- | --------- | ------------ | --------- | ------- |
| Modèle      |             | édition   | transmission |           | nombre  |
| 1ES37       | 2SS COUPE   | HWS       | MYC          | AUTO SS   | 559     |
| 1ES37       | 2SS COUPE   | HWS       | M10          | MANUAL SS | 354     |
| 1EF37       | 2LT COUPE   | HWS       | MYB          | AUTO V6   | 263     |
| 1ES67       | 2SS CONVERT | HWS       | MYC          | AUTO SS   | 203     |
| 1ES67       | 2SS CONVERT | HWS       | M10          | MANUAL SS | 57      |
| 1EF67       | 2LT CONVERT | HWS       | MYB          | AUTO V6   | 46      |
| 1EF37       | 2LT COUPE   | HWS       | MV5          | MANUAL V6 | 34      |
| 1EF67       | 2LT CONVERT | HWS       | MV5          | MANUAL V6 | 8       |
|             |             |           |              |           | 1524    |

L'Hot Wheels Edition a été dévoilée au salon SEMA 2012, suivie de l'Indianapolis 500 2013.
La production a commencé au premier trimestre de 2013 et les commandes ont commencé en octobre 2012,,,.
Les modèles japonais était en vente en quantité limitée (10 unités au total), qui incluait la couleur de carrosserie Kinetic Blue Metallic, roues noires de 20 pouces, bande de décalcomanie HOT WHEELS, spoiler arrière exclusif, sièges avant en cuir avec broderie HOT WHEELS, capot moteur en noir, tapis de sol premium et moteur V6 LFX,.

### Camaro COPO de 2013 (2013)
La Camaro COPO de 2013 est une version à production limitée de la Camaro d'usine conçues pour des courses de dragster pour les catégories de la NHRA, Stock Eliminator, avec une nouvelle transmission manuelle ou automatique Powerglide et un choix de 3 moteurs (un moteur de 350 pouces cubes d'une puissance de 325 ch (242 kW), un moteur de 396 pouces cubes d'une puissance de 375 ch (280 kW) ou un moteur de 427 pouces cubes d'une puissance de 425 ch (317 kW). Elle dispose également d'un système d'injection de carburant, une gestion du moteur à partir d'une unité de commande électronique Holley HP EFI avec stratégies de table de carburant à réglage automatique et enregistrement des données, collecteur d'admission Holley Hi-Ram, engrenage de l'essieu arrière optimisé pour chaque véhicule en fonction du moteur et de la transmission, une calandre «héritage» et des phares de série (non HID), nouveaux choix de graphismes extérieurs avec légendes de la taille du moteur, ensemble intérieur révisé avec tapis personnalisé et nouveau panneau de commutation, faisceau de câblage dédié pour la course, ressorts avant révisés qui améliorent les performances, refroidisseur de transmission intégré avec radiateur, choix de 5 couleurs de carrosserie (Black, Summit White, Victory Red, Silver Ice Metallic and Ashen Gray Metallic), arceau de sécurité et autres équipements de sécurité approuvé par la NHRA, châssis et composants de suspension de course (comprenant un système d'essieu arrière solide unique à la place de l'essieu arrière indépendant d'une Camaro de production régulière), roues de course Bogart légères, pneus Hoosier Racing et un numéro de série de construction séquencé correspondant au moteur. La voiture est vendue sans numéro d'identification de véhicule et ne peut donc pas être enregistrée pour une utilisation sur autoroute.
La finition COPO Collector comprend les trois moteurs de course correspondant au numéro de série de la voiture, dont un installé au moment de la livraison.
L'édition spéciale a été mise en vente en s'inscrivant sur une liste Camaro COPO expédié par voie postal en février 2013, avec des acheteurs choisis au hasard identifiés en mars de la même année. La production a commencé en avril 2013, les livraisons commençant au début de l'été. La production s'est élevée à un total de 69 unités,.

### Sports motorisés
Le coupé Camaro a commencé à participer à la série NASCAR Nationwide à partir de la saison 2013,.

### Production d'après-vente
La Camaro COPO # 041 de 2013 a été construite par Richard Rawlings de Gas Monkey Garage et Dennis Collins de Collins Bros. Jeep à l'usine de Wixom. Le véhicule a été vendu pour 137 500,00 $ US (commission d'acheteurs incluse) lors de la vente aux enchères Barrett-Jackson Reno 2013,,. La production du véhicule a été présentée dans Américars.

### Production
Chiffres de production
- 1LT : 25051 unités
- 2LT : 20142 unités
- 1SS : 18602 unités
- 2SS : 14772 unités

## Version reliftée de 2014
Les changements pour l'année modèle 2014 incluent une extrémité avant et arrière redessinée avec de nouveaux ensembles de phares et de feux arrière corporatifs, en résulte une apparence plus large, plus basse et plus contemporaine, et un carénage avant comportant une ouverture inférieure plus large ainsi qu'une ouverture supérieure plus étroite qui met également à jour l'apparence des phares HID emblématiques sur la finition Camaro RS. Les autres ajouts incluent un évent fonctionnel sur le capot de la Camaro SS et des sièges Recaro en option avec des inserts en microfibre de daim pour les finitions SS et ZL1. L'affichage tête haute et le centre d'information du conducteur étaient désormais également en affichage couleur pour les modèles 2LT, 2SS et ZL1.
Les modèles américains de la Camaro de 2014 sont arrivés chez les concessionnaires Chevrolet plus tard en 2013. La Camaro Z / 28 devait apparaître lors d'événements sur piste aux États-Unis au printemps 2014.
Le cabriolet et le coupé Camaro européens comprenaient une nouvelle radio MyLink connectée et devaient arriver chez les concessionnaires Chevrolet fin 2013.

### Camaro Z/28
Dévoilée au Salon de l'auto de New York 2013 (sous forme coupé), suivie du Salon de Francfort 2013 (sous forme cabriolet et coupé), la Camaro Z / 28 est une variante haute performance de la Camaro SS avec un ensemble aérodynamique complet conçu pour des performances optimales lors de la conduite sur piste. La finition comprend un grand séparateur connecté à un panneau de soubassement, des élargisseurs d'ailes au-dessus des roues avant et arrière, des panneaux de bas de caisse rallongés, un aileron arrière redessiné et un diffuseur fonctionnel. Les autres modifications incluent une garniture intérieure au fini Octane mat métallisé, un volant à fond plat, sièges Recaro standard avec inserts de microfibre en daim et réglage manuel, élimination du dossier passager, mousse haute densité à la place de la structure rigide du dossier et maillage en acier pour le fond du siège, un moteur V8 LS7 de 7,0 L développé conjointement avec Corvette Racing, système d'admission d'air froid de style course avec grand filtre à air K&N, système d'échappement standard bimode avec tuyaux de plus grand diamètre, boîte manuelle Tremec TR-6060 à 6 vitesses, différentiel à glissement limité avec un engrenage hélicoïdal, roues de 19 pouces de diamètre avec pneus Pirelli P Zero Trofeo R 305 / 30ZR19, amortisseurs de soupape à tambour Multimatic DSSV, disques de frein Brembo Carbon Ceramic Matrix (394 x 36 mm à l'avant et 390 x 32 mm), étriers monoblocs (6 pistons avant, 4 pistons arrière), élimination du kit de gonflage des pneus (sauf pour les unités vendues dans le Rhode Island et le New Hampshire), suppression de l'insonorisant intérieur et de la moquette du coffre, remplacement de la batterie LN4 standard par une batterie LN3, remplacement du verre standard de 3,5 mm par un verre plus fin de 3,2 mm pour la lunette arrière, retrait des projecteurs HID et des phares antibrouillard et suppression de la climatisation (disponible en option autonome).
La Z / 28 peut accélérer de 0 à 97 km/h en 4 secondes et peut atteindre une vitesse de pointe de 277 km/h). La Z / 28 a remporté le prix de la meilleure voiture pour conducteur de Motor Trend en 2014, battant l'Alfa Romeo 4C, la BMW i8, la BMW M4, la Nissan GT-R Nismo et cinq autres voitures.

### Commercialisation
Takara Tomy a produit un coupé Camaro auto-transformant sous la ligne Transformers Omnibot, produit en association avec Kenji Ishida de Brave Robotics. Le jouet a été dévoilé au Tokyo Toy Show en 2013,.

## Ventes
| Année | Ventes |
| ----- | ------ |
| 2009  | 61,648 |
| 2010  | 81,299 |
| 2011  | 88,249 |
| 2012  | 84,391 |
| 2013  | 80,567 |
| 2014  | 86,297 |
| 2015  | 77,502 |

## Récompenses et reconnaissance
- Véhicule officiel du SEMA Show 2008, 2010 et 2011[156]
- Véhicules qui redéfiniront l'industrie automobile au cours de la prochaine année, Detroit Free Press[157]
- Pace car officielle du Daytona 500 de 2009[158]
- Pace car officielle du O'Reilly 300 d'avril 2010 au Texas Motor Speedway
- Pace car officielle du Daytona 500 de 2011[159]
- Pace car officielle de l'Indianapolis 500 de 2009[160],[161]
- Pace car officielle de l'Indianapolis 500 de 2010[162]
- Pace car officielle de l'Indianapolis 500 de 2011[160],[161]
- Pace car officielle du Samsung Mobile 500 de 2011[163]
- Pace car officielle du Dickies 500 de 2009[164]
- Pace car officielle du Coke Zero 400 de 2009[165]
- Pace car officielle du Coke Zero 400 de 2010[166]
- All Star de 2010, Automobile Magazine[167]
- Meilleure valeur de revente de 2010 : voiture de sport, Kiplinger[168]
- Prix de la meilleure valeur de revente de 2010, Kelly Blue Book[169]
- Les 20 véhicules neufs les plus recherchés de 2009, Kelly Blue Book[170]
- Conception de voiture mondiale de l'année, 2010, World Car of the Year Awards[171]
- Intérieur de l'année de 2010 (voiture de sport), Ward's[172]
- Meilleur achat, Consumers Digest[173]
- Choix des conducteurs de 2010, Motor Trend[173]
- Voiture et pick-up Internet de l'année[173]
- Prix d'un lancement révolutionnaire, Edmunds[174]